# Wareham (Massachusetts)
Wareham ist eine Stadt (Town) im Plymouth County im US-Bundesstaat Massachusetts.
Das U.S. Census Bureau hat bei der Volkszählung 2020 eine Einwohnerzahl von 23.303 ermittelt.

## Geographie
Die Stadt liegt an der nördlichen Küste der Buzzards Bay und am Westrand von Cape Cod, etwa 50 Kilometer östlich von Providence und 70 Kilometer südöstlich von Boston.

## Geschichte

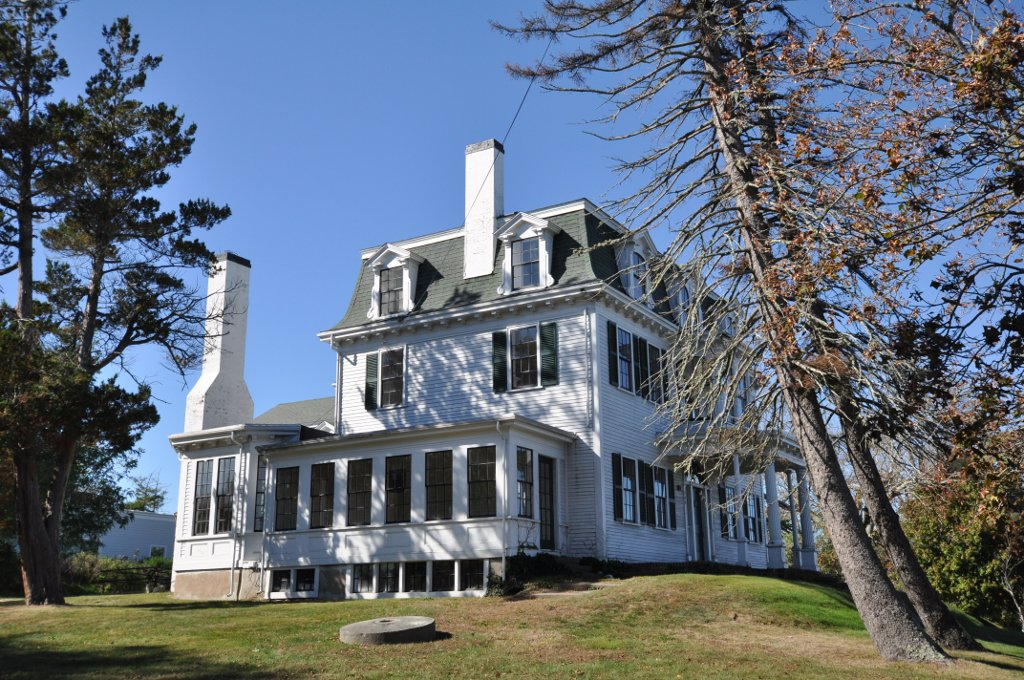
Tobey Homestead

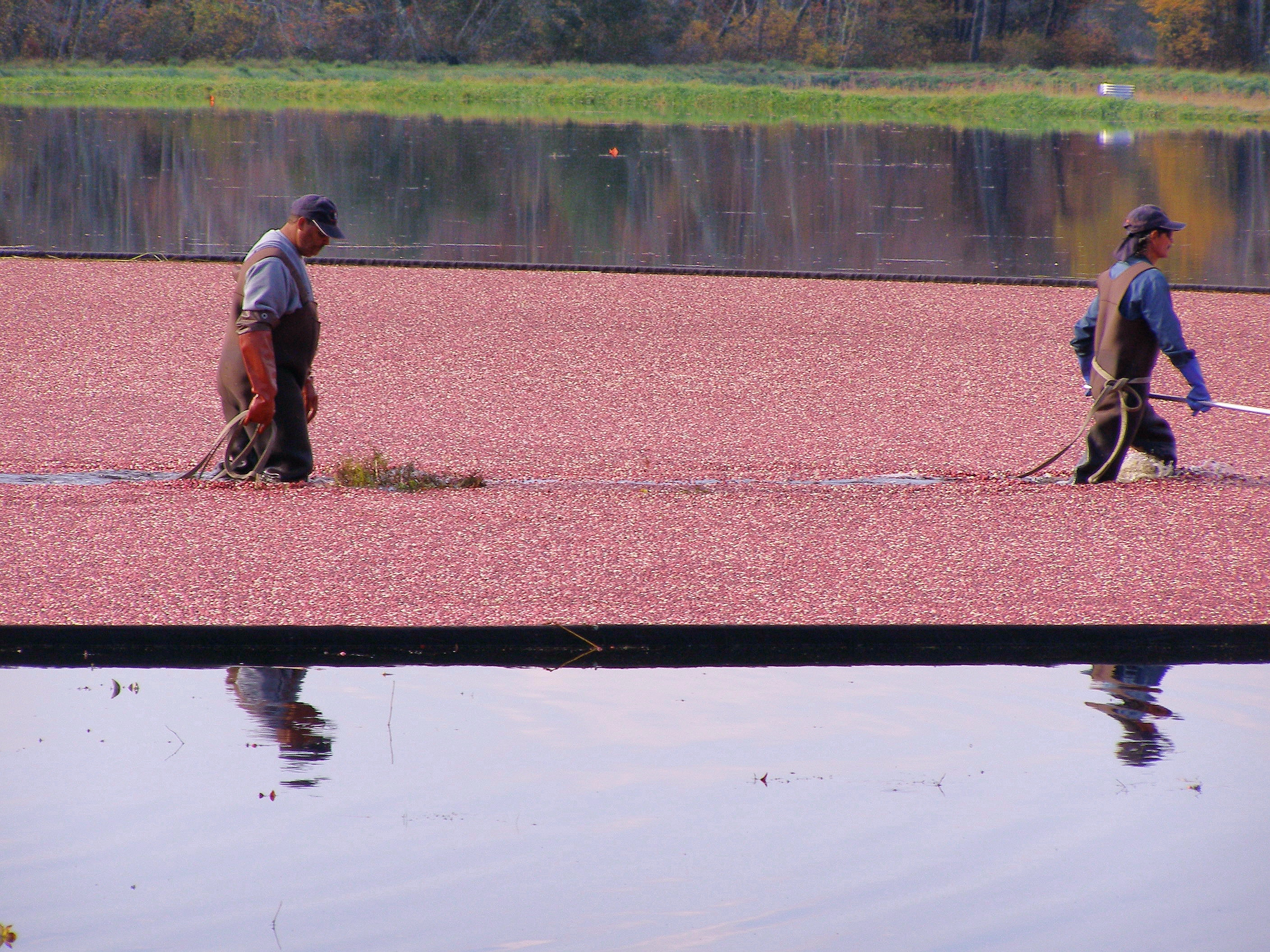
Ernte von Moosbeeren

Bis in das 17. Jahrhundert hinein wurde die Gegend von Indianern bewohnt. Nach dem King Philip’s War wurden europäische Siedler dort sesshaft, deren Lebensgrundlage in erster Linie die Land- und Fischereiwirtschaft bildete. Die Town of Wareham wurde am 10. Juli 1739 offiziell gegründet und erhielt ihren Namen in Anlehnung an die Stadt Wareham in England.
Im 18. und 19. Jahrhundert erweiterte sich der Wirkungsbereich um die Industriezweige Stahlverarbeitung, Schiffbau, Salzgewinnung, Makrelenfischerei und Walfang. Der erste Großbetrieb der Stadt wurde die mit Walzwerken ausgestattete Tremont Nail Factory. Mit der Inbetriebnahme einer Eisenbahnlinie im Jahr 1847 blühte die Herstellung von Nägeln, Hufeisen sowie anderer Produkte aus Eisen und Stahl weiter auf, da nun die umliegenden Orte auf dem Schienenweg günstig versorgt werden konnten. Durch den Zuzug weiterer Menschen, die in der Mehrzahl aus Irland kamen, wuchs die Einwohnerzahl weiter an.
Mit dem Beginn des 20. Jahrhunderts erlebten die bisher dominierenden Industriezweige einen leichten Abschwung, da andernorts aufgrund modernerer Technologien kostengünstiger produziert werden konnte. Neue Beschäftigungsbereiche entwickelten sich, namentlich der Tourismus sowie der Anbau von Moosbeeren (Vaccinium macrocarpon; englisch: cranberry). Mit der Ansiedlung der A.D. Makepeace Company entwickelte sich Wareham heute zu einem führenden Hersteller von Moosbeerenprodukten. Dies drückt sich auch dadurch aus, dass die Stadt im Oktober eines jeden Jahres ein von vielen Touristen besuchtes Cranberry Festival ausrichtet. Im Tourismus wirbt Wareham mit dem Spruch Gateway to Cape Cod (Das Tor nach Cape Cod).
Einige historisch wertvolle Gebäude und Plätze sind im National Register of Historic Places im Plymouth County aufgeführt. Dazu zählen unter anderem Tobey Homestead, Tremont Nail Factory District und Conant’s Hill Site.

## Demografische Daten
Im Jahr 2010 wurde eine Einwohnerzahl von 21.822 Personen ermittelt, was eine Zunahme um 7,3 % gegenüber dem Jahr 2000 bedeutet. Das Durchschnittsalter lag 2010 mit 44,4 Jahren oberhalb des Wertes von Massachusetts, der 39,2 Jahre betrug.

## Wirtschaft und Infrastruktur

### Verkehr
Die Highways Interstate 195 und Interstate 495 treffen sich in Wareham, der U.S. Highway 6, der in diesem Bereich Cranberry Highway genannt wird verläuft durch die Stadt.
Durch Wareham führt eine Bahnstrecke von (Boston–)Lakeville nach Cape Cod, die ganzjährig im Güterverkehr sowie saisonal an Wochenenden von Mai bis September durch die Reisezüge des CapeFLYER genutzt wird.

## Söhne und Töchter der Stadt
- J. Brian Atwood (* 1942), Regierungsbeamter und Hochschullehrer
- Geena Davis (* 1956), Schauspielerin und Regisseurin
- Paul Fearing (1762–1822), Politiker
- Donald W. Nicholson (1888–1968), Politiker
- Skipp Sudduth (* 1956), Schauspieler und Regisseur
- Zephaniah Swift (1759–1823), Politiker